# Frank Calder
Frank Sellick Calder (Bristol, 17 novembre 1877 – Montréal, 4 febbraio 1943) è stato un giornalista e dirigente sportivo canadese, il primo presidente dal 1917 al 1943 della National Hockey League, la lega professionistica nordamericana di hockey su ghiaccio.

## Biografia

### Primi anni
Frank Calder nacque a Bristol da genitori scozzesi nel novembre del 1877. Fin da giovane Calder praticò numerosi sport, fra cui rugby, cricket, pallamano, golf e calcio. All'inizio del Novecento si trasferì in Canada lavorando per alcuni anni come insegnante.
Successivamente Calder lavorò come redattore sportivo per alcuni giornali di Montréal, per poi passare ad occuparsi dell'economia seguendo quello che allora era la principale borsa valori del Canada, il Montreal Stock Exchange. Mantenne sempre l'interesse per gli sport, creando sempre a Montréal una lega scolastica di rugby. Dal 1903 fino al 1911 fu segretario della Montreal Football Association, fino a quando quello stesso anno rappresentò l'organizzazione al momento della nascita della federazione calcistica del Québec. In quegli anni fu anche un arbitro: nel 1906 diresse infatti un incontro fra i Montreal All-Stars e il Corinthian Football Club.

### Nascita della NHL
Il 15 novembre 1914 Calder fu scelto come segretario-tesoriere della National Hockey Association (NHA). Da tempo i proprietari delle franchigie erano ai ferri corti con il proprietario dei Toronto Blueshirts Eddie Livingstone e cercavano un modo di escluderlo dalla lega, tuttavia il regolamento della NHA non permetteva l'espulsione di uno dei suoi membri. Il presidente della NHA Frank Robinson era contrario alla volontà dei proprietari di sospendere le attività dei Blueshirts e di spartirsi i giocatori, ma visto il poco potere che aveva decise di dimettersi.
A quel punto Calder colse l'occasione per appoggiare i proprietari delle squadre della NHA uniti contro Livingstone proponendosi come loro rappresentante. La soluzione di Calder per escludere definitivamente Livingstone fu quella di creare una nuova lega professionistica al posto della NHA, la National Hockey League. Calder, sostenuto dai proprietari delle squadre iscritte, fu eletto come primo presidente della NHL entrando in carica ufficialmente il 26 novembre 1917.

### Presidenza
Una delle prime decisioni di Calder fu quella di vendere la franchigia dei Quebec Bulldogs ai Toronto Arenas, mentre nelle stagioni successive approvò la creazione di alcune squadre espandendosi soprattutto negli Stati Uniti. Le più importanti furono quelle dei Boston Bruins, i New York Rangers, i Detroit Red Wings e i Chicago Black Hawks. Durante la sua presidenza Calder era solito viaggiare molto pur di assistere al maggior numero di gare possibili, monitorando così dal vivo la situazione delle franchigie.
In seguito alla grande depressione molte franchigie furono colpite da problemi finanziari e alcune di loro furono costrette a trasferirsi o a interrompere le proprie attività, facendo scendere progressivamente il numero di formazioni iscritte fino a un minimo di sei, quelle che in seguito furono denominate Original Six. Ai guai finanziari si aggiunse lo scoppio della seconda guerra mondiale; molti giocatori infatti lasciarono le squadre di appartenenza per arruolarsi negli eserciti canadesi e statunitensi, mettendo in pericolo la sopravvivenza della lega.
A partire dal 1933 Calder nominò alla fine di ogni stagione il miglior rookie della NHL, mentre a partire dal 1937 convinse il consiglio della NHL a concedere un trofeo per il vincitore. Dopo la sua morte il trofeo fu reso permanente e dedicato alla sua memoria, divenendo il Calder Memorial Trophy. Un altro trofeo in suo onore è la Calder Cup, coppa nata nel 1937 e assegnata alla squadra vincitrice della American Hockey League, la seconda lega professionistica del Nordamerica.

### Morte
Il 25 gennaio 1943 Calder stava presiedendo una seduta del consiglio della NHL quando fu colpito da un arresto cardiaco, seguito poco dopo da un altro in un ospedale di Toronto. Il 3 febbraio decise comunque di fare ritorno a Montreal per presiedere quella che sarebbe stata l'ultima riunione della propria vita: quel giorno fu deciso di nominare Red Dutton come successore di Calder alla guida della NHL.
Il giorno successivo morì a causa di un altro infarto. Nel 1947 entrò a far parte della Hockey Hall of Fame.